# عمار الهرفي
عمار ناصر الهرفي لاعب كرة قدم سعودي ، يلعب في نادي العلا.

## مسيرة اللاعب
لعب في نادي الوطني ونادي أحد ونادي العلا.